# Mall Arauco Maipú
El Mall Arauco Maipú es un centro comercial ubicado en la comuna de Maipú, al poniente de Santiago de Chile, como parte del grupo Parque Arauco. Construido en 1993 a la altura 400 de Américo Vespucio e inaugurado en diciembre del mismo año como Arauco Outlet Mall, el Mall Arauco Maipú se emplaza entre la autopista Vespucio Norte Express, la avenida Pajaritos y la calle Longitudinal. La importancia de este centro comercial radica en ser un punto de encuentro para miles de personas del sector poniente de la capital, especialmente de Pudahuel, Estación Central y Cerrillos.
En sus inicios, el centro comercial fue concebido como un centro tipo outlet, con tiendas de productos de liquidación, al por mayor y sin mucha ostentación de marcas, pero considerando el desarrollo habitacional y el gran movimiento de poder adquisitivo de la comuna, además del desarrollo de su competidor más cercano, Mallplaza Oeste, se decidió dar un vuelco en su concepto, siendo hoy un referente obligado en el desarrollo comercial del sector poniente de la capital.

## Características

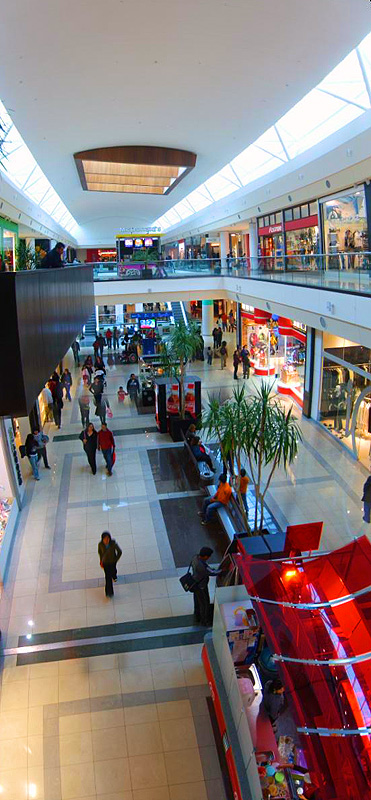
La ampliación del centro comercial terminada a fines de 2007.

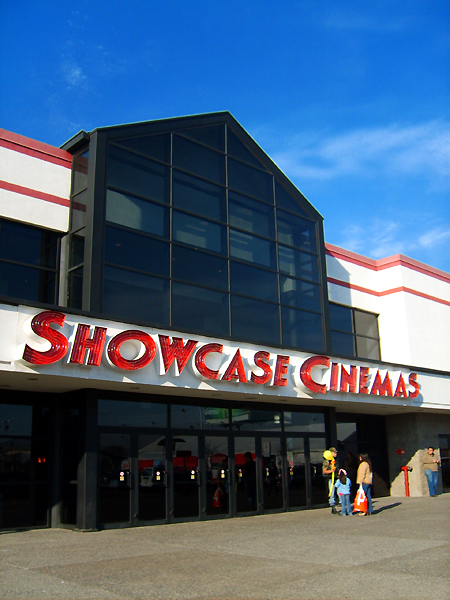
Showcase Cinemas, actual Cinépolis.

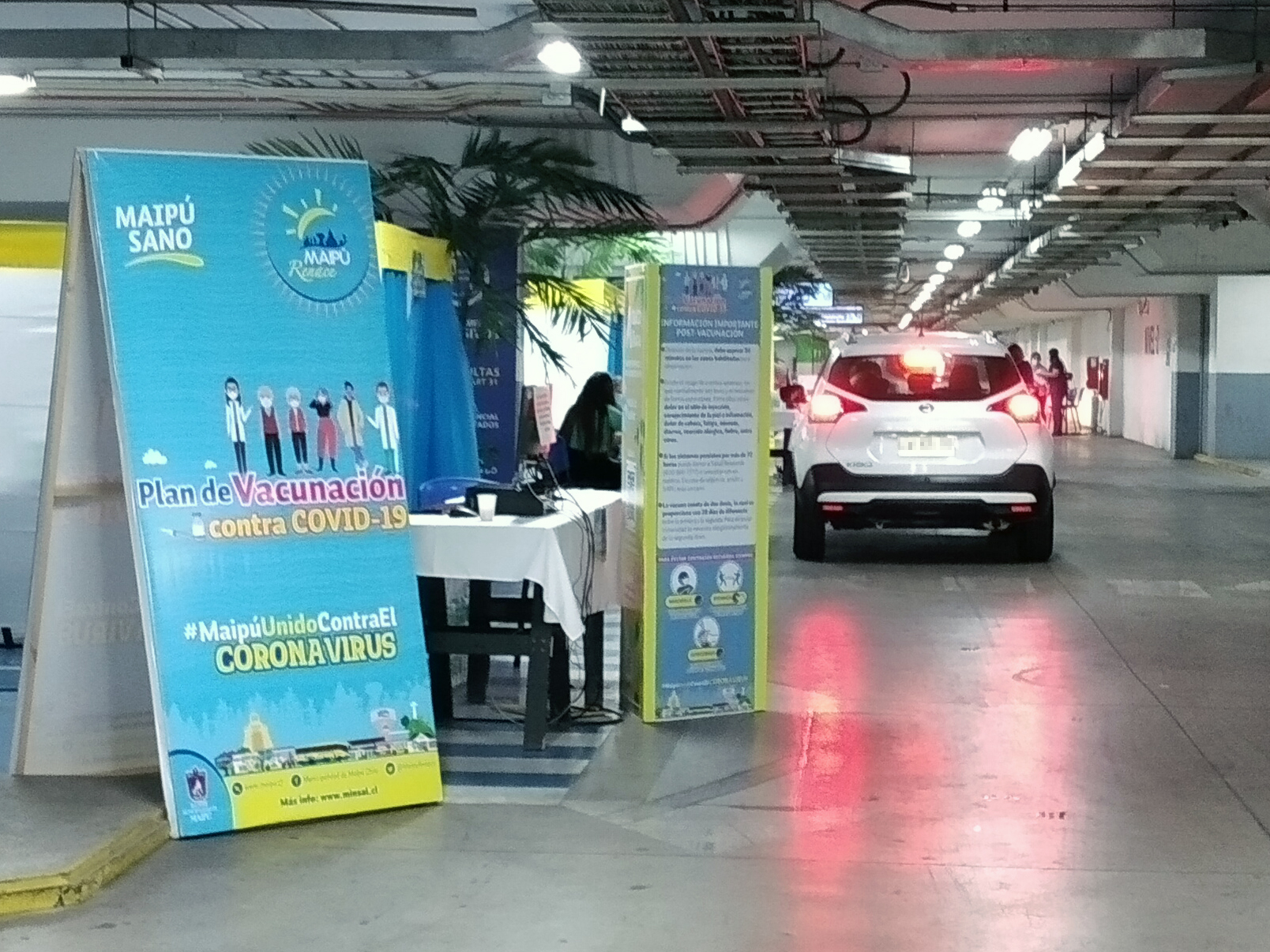
El estacionamiento del mall siendo usado como vacunatorio durante la pandemia de COVID-19.

Mall Arauco Maipú cuenta con variados servicios, entre ellos:
- Más de ochenta tiendas especializadas en diversos productos
- Patio de comidas con dieciocho locales
- Diez salas de Cinépolis (anteriormente Showcase Cinemas y Cine Hoyts)
- Bancos
- Librerías
- Farmacias
- Jumbo
- Easy

Cuenta con grandes tiendas ancla como:
- Ripley
- París
- Falabella
- La Polar
- Corona
- H&M

## Competidores
Hacia el oriente de la comuna de Maipú, sus más cercanos competidores son el Mallplaza Oeste y el Mallplaza Alameda, ambos construidos por la cadena Mallplaza. 
En el mismo sector, en los terrenos donde antiguamente funcionaba la Feria Internacional de Santiago (Fisa), se contempla la construcción de otro complejo comercial del holding Cencosud que, aunque fue denominado tentativamente Centro Comercial Camino Melipilla, se llamará Portal Maipú.[actualizar]

## Conectividad
Mediante las avenidas principales en la cual el centro comercial se encuentra ubicado, permite la llegada de diversos servicios de transporte, entre ellos colectivos, taxis y buses troncales (I07 hacia metro Las Parcelas, 428 y 428e hacia Quilicura y el metro La Cisterna, 444 hacia el Aeropuerto de Santiago, 110 hacia Renca y 111 Ciudad Satélite).
El centro comercial cuenta en sus cercanías con la estación Monte Tabor, perteneciente a la Línea 5 del Metro de Santiago.

## Desarrollo
Mall Arauco Maipú está en constante proceso de renovación y ampliación, el cual fue iniciado el 2005.
Primera etapa (2005-2007):
- Construcción de sector nuevo, considerando tiendas anclas como Ripley y París, además de la reubicación de La Polar. Con ello, se eleva un segundo piso y se construye un bulevar financiero en la salida hacia Av. Longitudinal.
- Estacionamientos subterráneos.
- Remodelación de Easy y Jumbo.
- Nuevas tiendas menores y llegada de locales como Mamut, Starbucks, Reebok, Adidas, entre otras marcas.
- Construcción y puesta en marcha del formato stripcenter AraucoExpress Pajaritos.

Segunda etapa (2007-2011):
- Nuevo acceso, ocupando las ex oficinas generales hacia calle Werner Von Braun.
- Nuevo patio de comidas.
- Bowling y sala de juegos.
- Remodelación acceso principal hacia Américo Vespucio Norte.
- Torre de oficinas con centro médico y gimnasio.